# 蒋卫锁
蒋卫锁（1968年—2012年11月14日），1968年生于陕西杨凌，2000年创办杨凌宝丰农业科技开发有限公司。2006年自费发起中国西部乳业万里行活动，随后在《南方周末》、中国中央电视台（《焦点访谈》、《新闻调查》）等媒体揭露乳业掺假黑幕，被媒体和业界誉为“中国乳业打假第一人”。
2012年11月2日，蒋卫锁与妻子发生家庭纠纷被捅伤，于11月14日下午逝世。犯罪嫌疑人杨萍交代，蒋卫锁喜欢喝酒，醉酒后回家就动手打她。11月1日凌晨，蒋卫锁因喝酒与妻子杨萍再次发生冲突，杨萍随后叫来妹妹杨彩英、妹夫林凡等人，造成惨案发生。
以上死亡原因警方并没有给出明确答复，当时蒋卫锁整理出了《中国西部乳业濒临崩溃边缘》调查报告等文件，是否因此被报复，仍存在疑点。